# Florian Büchler
Florian Büchler (* 23. Oktober 1988 in Lauchhammer, DDR) ist ein deutscher Fußballspieler, der in der Saison 2009/10 ein Bundesligaspiel für Hannover 96 bestritt.

## Karriere
Büchler begann das Fußballspielen beim HSC BW Tündern. In der Saison 2007/2008 spielte er bei der SpVgg Bad Pyrmont. Von 2008 bis 2012 spielte er bei Hannover 96. Am 17. Spieltag der Saison 2009/10 wurde er das erste Mal in den Profikader für ein Bundesligaspiel berufen, bei dem er auch gleich zum Einsatz kam, indem er in der 88. Minute beim Heimspiel gegen den VfL Bochum von Trainer Andreas Bergmann für Constant Djakpa eingewechselt wurde. Dies blieb bis heute seine einzige Berufung in den Profikader von Hannover 96 in einem Pflichtspiel. Durch einen Schienbeinbruch und eine Schulteroperation kam es zu einer Karriereunterbrechung. 2012 wechselte Büchler zu Germania Halberstadt, für die er in der Fußball-Regionalliga Nordost spielt. 2014 wechselte Büchler zum 1. FC Germania Egestorf/Langreder, dessen Herrenmannschaft damals in der Oberliga Niedersachsen spielte. Nach einem Jahr schloss er sich wieder seinem ehemaligen Verein SpVgg Bad Pyrmont an. 2017 wechselte er zum Bad Pyrmonter Stadtteilverein TuS Germania Hagen. Für diesen absolvierte er in der Saison 2017/18 24 von 30 möglich gewesenen Einsätzen in der Bezirksliga Hannover Staffel 4 und kam dabei auf neun Treffer und drei Torvorlagen. Nach dem Abstieg des Teams in die Kreisliga Hameln-Pyrmont hielt Büchler der Mannschaft weiterhin die Treue und absolvierte in der Spielzeit 2018/19 abermals 24 von 30 möglichen Ligaeinsätzen. Dabei trat er vor allem offensiv sehr gefährlich in Erscheinung, wobei er 42 Tore erzielte und weitere sieben für seine Mannschaftskollegen vorbereitete.

## Leben
Seit 1990 lebte Büchler in Bad Pyrmont. 2008 zog er nach Hannover und 2012 nach Halberstadt. 2014 kehrte er nach Niedersachsen zurück.